# Elisabethinia cosmia
Elisabethinia cosmia är en fjärilsart som beskrevs av Ghesquière 1942. Elisabethinia cosmia ingår i släktet Elisabethinia och familjen mott. Inga underarter finns listade i Catalogue of Life.